# Burcht Liebenstein

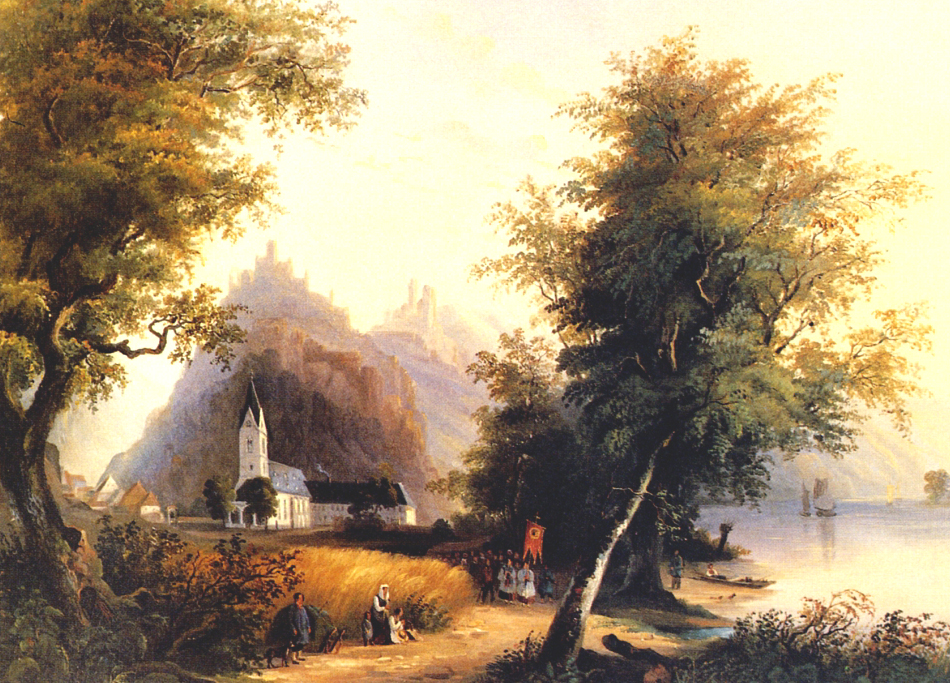
Olieverfschilderij "Die feindlichen Brüder bei Bornhofen am Rhein mit Kloster und Dorfansicht" door de 21-jarige Karl Bodmer (circa 1830). Het laat het toenmalige Kapucijnerklooster en de kerk van Bornhofen zien, een processie, de Rijn en de burchten Sterrenberg en Liebenstein.

Burcht Liebenstein is een middeleeuwse burcht bij het Duitse Kamp-Bornhofen op de rechteroever van de Rijn. De burcht ligt ruim boven Rijnniveau tegenover Boppard. Vlak bij de burcht is de 'vijandige broer' Sterrenberg gelegen.